# Герб Гребінківського району
Герб Гребі́нківського райо́ну — офіційний символ Гребінківського району Полтавської області, затверджений 28 лютого 2001 р. 18-ї сесії Гребінківської районної ради 23-го скликання.
Автор: художник Віктор Іванович Чорний[джерело?].

## Опис
Гербовий щит має форму прямокутника зі зрізаними верхніми кутами і півколом в основі. Щит розтятий на синє і червоне (малинове) поля. У щиті розміщені золоті зображення колоска пшениці, пера та емблеми залізничного транспорту. За своєю графікою утворюють трикутник — ознаку стабільності.

## Значення символіки
Колосок пшениці символізує сільськогосподарський напрямок розвитку району. Перо — символ поетичного дару і творчості видатного письменника — земляка Євгена Гребінки. Емблема залізничного транспорту — характеризує залізничну галузь, значний залізничний вузол з якого розходяться залізничні колії в чотирьох напрямах — Москва, Одеса, Харків, Львів.
Значення кольорів:
- синій (стійкий, сильний, вірний, надійний). Колір прапора Полтавщини, держави.
- червоний (малиновий) — колір пам'яті народу про криваві війни, боротьбу за незалежність.

Щит обрамлений вінком із калинових гілок, як символ України, миролюбний характер її народу.
Вінчає герб зображення козацького хреста — символ вічності, духовності, святості. У підніжжі щита герба розміщено стрічку національних барв. На стрічці офіційна назва гербоносія — «Гребінківський район».